# Limonia prolixicornis
Limonia prolixicornis är en tvåvingeart som beskrevs av Alexander 1931. Limonia prolixicornis ingår i släktet Limonia och familjen småharkrankar. Inga underarter finns listade i Catalogue of Life.